# Ophisternon gutturale
Ophisternon gutturale är en fiskart som först beskrevs av Richardson, 1845.  Ophisternon gutturale ingår i släktet Ophisternon och familjen Synbranchidae. Inga underarter finns listade i Catalogue of Life.